# 上比涅格拉
上比涅格拉（西班牙語：Viniegra de Arriba）是西班牙拉里奥哈自治区的一个市镇。总面积39平方公里，总人口55人（2001年），人口密度1人/平方公里。